# Blue Canary
Blue Canary ist ein 1953 von Vincent Fiorino komponiertes Lied, das in den 1950er-Jahren international bekannt war und in verschiedenen Sprachen gesungen wurde. Weil die mit dem russischen Clown Wjatscheslaw Iwanowitsch Polunin auftretende Slava’s Snowshow das Lied in der italienischen Version zum festen Bestandteil ihrer Auftritte machte, genießt es in Russland noch heute eine hohe Popularität.

## Inhalt
Das Lied erzählt von einem weiblichen Kanarienvogel, der aus Liebeskummer so traurig ist, dass er den ganzen Tag weint und vergeblich versucht, ein Lied zu trällern.

## Versionen
Die englische Originalfassung von Dinah Shore erschien 1953 auf Single.
Die italienische Version, auch bekannt unter dem Titel Triste Canarino, wurde 1954 von Marisa Fiordaliso aufgenommen und erschien sowohl auf ihrem Album Canzoni als auch auf dem in Zusammenarbeit mit ihrem Landsmann Carlo Buti entstandenen Album When in Rome. Ebenfalls in den 1950er-Jahren nahm Fiordaliso das Lied noch einmal mit ihrem Landsmann Enzo Amadori auf.
1958 erschien eine spanische Version des Lieds unter dem Titel Canario Triste auf einer EP der spanischen Sängerin Elder Barber.
In den 1950er-Jahren erschienen auch deutsche Versionen des Liedes, zunächst von der Opernsängerin Renate Holm auf der B-Seite der Single Im Schwarzwald singt ein Finkenpaar und 1959 von Inga Dontsova.
Im Jahr 1962 erschien eine Version der bulgarischen Sängerin Marija Kossewa und ihres Landsmanns Nikola Tomow, die zu einem ihrer bekanntesten Titel wurde und mitunter als „Ohrwurm“ bezeichnet wird. Der international, im Westen besonders durch seine Auftritte mit dem Cirque du Soleil bekannte russische Clown „Slawa“ Polunin, nutzt das Stück regelmäßig seit 1968 für eine seiner berühmtesten Nummern.
Ferner gibt es eine russische Version von Yulia Siganschina und eine japanische Version von Izumi Yukimura. Auch die in England wirkende und aus japanischen Mitgliedern bestehende Band Frank Chickens hat das Lied aufgenommen, jedoch in englischer Sprache und in einem für das Lied bis dahin ungewohnten Synthiepop-Stil. Ihre Version erschien 1985 auf Single.